# Рівнобедрений трикутник

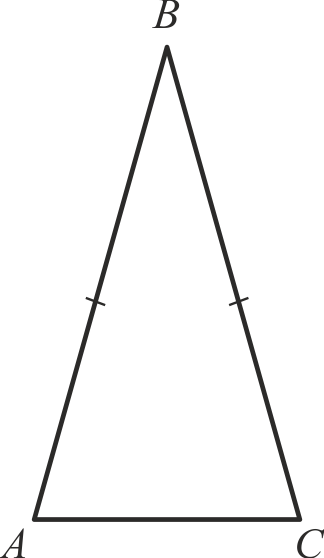
Рівнобедрений трикутник

Рівнобе́дрений трику́тник, також рівнораме́нний трику́тник або рівнопле́чий трику́тник — трикутник, у якого дві сторони рівні.
Рівні сторони називають бічними сторонами, а третю сторону — основою рівнобедреного трикутника.
Рівнобедрені трикутники є гранями правильних пірамід, біпірамід, деяких тіл Каталана (триакістетраедр, триакісоктаедр, тетракісгексаедр, пентакісдодекаедр, триакісікосаедр), прямих клинів тощо.

## Окремі випадки
До рівнобедрених трикутників належать такі трикутники:
- Правильний трикутник;

Кожен правильний трикутник є рівнобедреним (за означенням), але обернене твердження не є правильним.

Рівнобедрений прямокутний трикутник

- Рівнобедрений прямокутний трикутник;

Має кути: 45, 45° та 90°. Є половиною квадрата.
З усіх прямокутних трикутників, рівнобедрені прямокутні трикутники мають найменше відношення гіпотенузи до суми катетів, а саме √2/2.:стор.282,стор.358 та найбільше відношення висоти, проведеної до гіпотенузи до суми катетів, а саме √2/4.:стор.282
- "Золотий трикутник;
- Трикутник Калабі[en].

## Властивості рівнобедреного трикутника

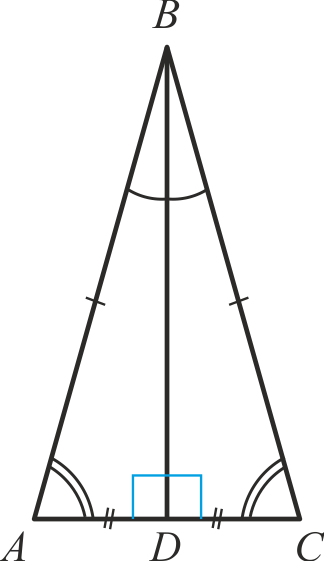
Властивості рівнобедреного трикутника

- Кути, протилежні бічним сторонам рівнобедреного трикутника, рівні.
- Бісектриса, медіана, висота і серединний перпендикуляр рівнобедреного трикутника, проведені до основи, збігаються.
- Бісектриси, проведені з вершин кутів при основі рівнобедреного трикутника, рівні.
- Медіани, проведені до бічних сторін рівнобедреного трикутника, рівні.
- Висоти, проведені до бічних сторін рівнобедреного трикутника, рівні.
- Центри вписаного та описаного кіл рівнобедреного трикутника лежать на прямій, що містить висоту, медіану та бісектрису, проведені до основи.
- Кути, протилежні рівним сторонам, завжди гострі (випливає з їхньої рівності та того, що сума кутів трикутника 180°).
- Має вісь симетрії, що проходить через вершину та середину основи рівнобедреного трикутника; на ній лежать висота (медіана, бісектриса, серединний перпендикуляр), проведені до основи трикутника.

#### Цікава інформація про доведення властивості кутів при основі рівнобедреного трикутника
Основна властивість рівнобедреного трикутника «кути при його основі рівні» була сформульована в одній із перших теорем «Начал» Евкліда.
Доведення цієї теореми приписують Фалесу Мілетському, який жив за два століття до Євкліда. Пізніше цю теорему назвали Pons asinorum, що на латинській означає «міст віслюків». Пояснюють цю назву, з одного боку, тим, що креслення, використане Евклідом для її доведення, нагадує міст, а з іншого боку — думкою, що тільки віслюки не можуть цей міст перейти.

## Ознаки рівнобедреного трикутника
- Якщо два кути трикутника рівні, то він рівнобедрений.
- Якщо бісектриса, медіана і висота, проведені до однієї сторони трикутника, збігаються, то він рівнобедрений.
- Якщо дві медіани трикутника рівні, то він рівнобедрений.
- Якщо дві висоти трикутника рівні, то він рівнобедрений.
- Якщо дві бісектриси трикутника рівні, то він рівнобедрений. (Доведення цієї ознаки виявилося доволі важким. Це теорема Штейнера-Лемуса.)

## Деякі формули для знаходження елементів рівнобедреного трикутника
Нехай {\displaystyle a} — довжина двох рівних сторін рівнобедреного трикутника, {\displaystyle b} — довжина третьої сторони, {\displaystyle \alpha } і {\displaystyle \beta } — відповідні кути, {\displaystyle R} — радіус описаного кола, {\displaystyle r} — радіус вписаного кола.
Сторони можна знайти так:
{\displaystyle a=2R\sin \alpha ,b=2R\sin \beta } (теорема синусів);
{\displaystyle a={\frac {b}{2\cos \alpha }}} (наслідок теореми косинусів);
{\displaystyle b=a{\sqrt {2(1-\cos \beta )}}} (наслідок теореми косинусів);
{\displaystyle b=2a\sin {\frac {\beta }{2}}} ;
{\displaystyle b=2a\cos \alpha } (теорема про проєкції).
Кути можна виразити так:
{\displaystyle \alpha ={\frac {\pi -\beta }{2}}};
{\displaystyle \beta =\pi -2\alpha };
{\displaystyle \alpha =\arcsin {\frac {a}{2R}},\beta =\arcsin {\frac {b}{2R}}} (теорема синусів).

Рівнобедрений трикутник

Периметр рівнобедреного трикутника можна обчислити будь-яким з наступних способів:
{\displaystyle P=2a+b} (за означенням);
{\displaystyle P=2R(2\sin \alpha +\sin \beta )} (наслідок теореми синусів).
Радіус описаного кола можна визначити за формулою:
{\displaystyle R={\frac {a^{2}}{2h}}={\frac {b^{2}}{8h}}+{\frac {h}{2}}={\frac {a^{2}}{\sqrt {4a^{2}-b^{2}}}}}
Радіус вписаного кола можна визначити за формулою:
{\displaystyle r={\frac {2ab-b^{2}}{4h}}={\frac {b}{2}}\cdot {\sqrt {\frac {2a-b}{2a+b}}}}
де h — висота, проведена до основи рівнобедреного трикутника.
Центри вписаного та описаного кіл лежать на осі симетрії трикутника.
Площу трикутника можна обчислити за формулами:
{\displaystyle S={\frac {1}{2}}ah_{a}={\frac {1}{2}}bh_{b}}, де {\displaystyle h_{a}} та {\displaystyle h_{b}} — висоти, опущені на сторони {\displaystyle a} та {\displaystyle b} відповідно;
{\displaystyle S={\frac {1}{2}}a^{2}\sin \beta ={\frac {1}{2}}ab\sin \alpha ={\frac {b^{2}}{4\mathrm {tg} \,{\frac {\beta }{2}}}}};
{\displaystyle S={\frac {1}{2}}b{\sqrt {\left(a+{\frac {1}{2}}b\right)\left(a-{\frac {1}{2}}b\right)}}} (наслідок з формули Герона).

## Застосування

### В архітектурі та дизайні
Рівнобедрені трикутники часто зустрічаються в архітектурі як форми фронтонів та педиментів. У давньогрецькій архітектурі та її подальших імітаціях використовувався тупокутий рівнобедрений трикутник; у готичній архітектурі він був замінений гостокутим рівнобедреним трикутником. У архітектурі Середніх віків популярності набула ще одна форма рівнобедреного трикутника: єгипетський рівнобедрений трикутник. Це рівнобедрений трикутник, який є гостокутим, але менш гостим, ніж рівносторонній; його висота дорівнює 5/8 основи. Єгипетський рівнобедрений трикутник повернув у використання в сучасній архітектурі голландський архітектор Гендрік Петрус Берлаге.

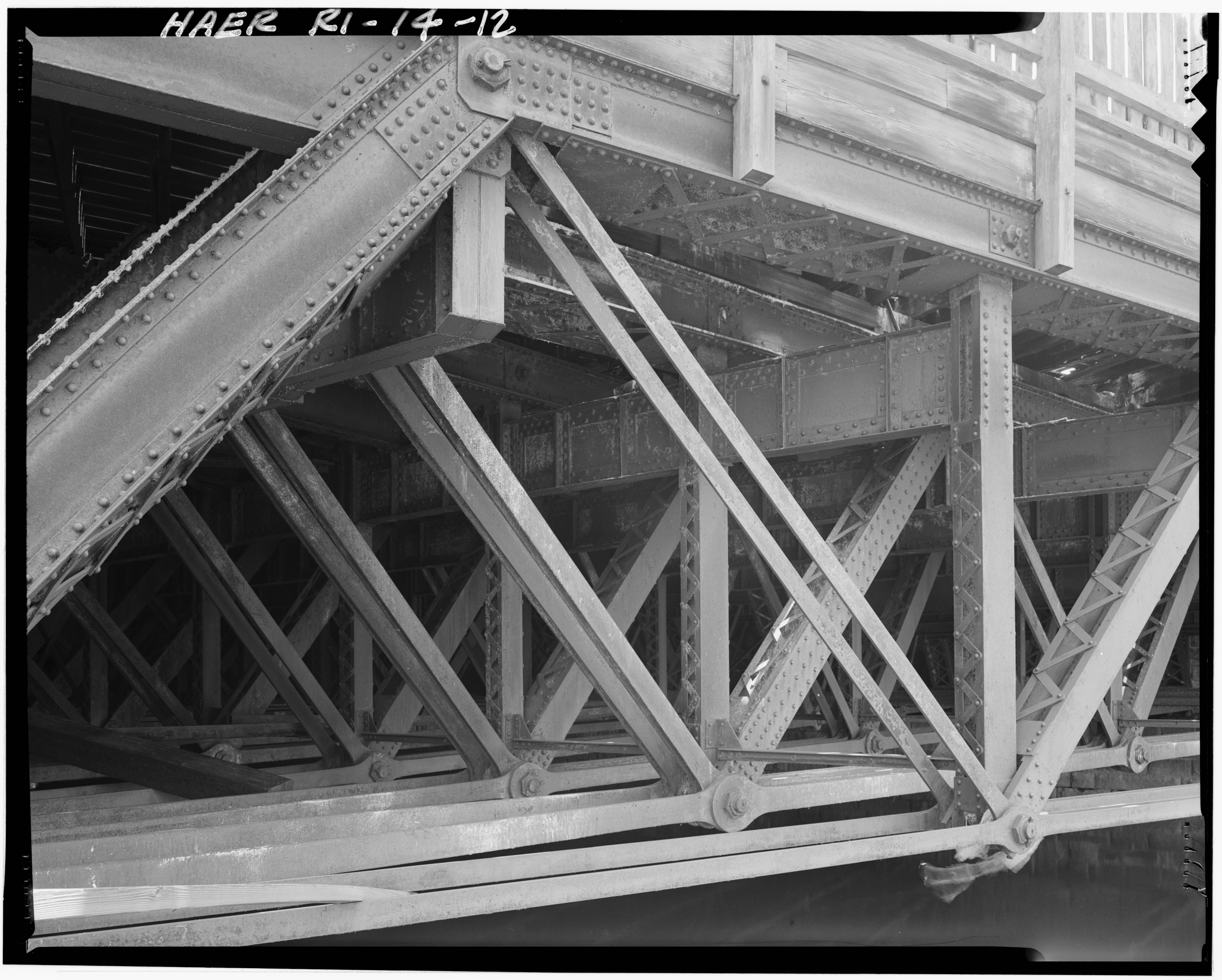
Детальний вигляд модифікованої ферми Уоррена з вертикальними елементами

Конструкції ферм Воррена, такі як мости, зазвичай розташовані у вигляді рівнобедрених трикутників, хоча інколи додаються вертикальні балки для додаткової міцності. Поверхні, тесельовані тупокутими рівнобедреними трикутниками, можуть використовуватися для створення розкладних конструкцій, що мають два стабільні стани: розгорнутий стан, у якому поверхня розширюється до циліндричного стовпа, та складений стан, у якому вона складається в більш компактну призматичну форму, яку легше транспортувати. Той самий шаблон теселяції утворює основу ефекту Йошимури, паттерн, що виникає при осьовому стисненні циліндричних поверхонь, та Ліхтар Шварца, приклад, що використовується в математиці для демонстрації того, що площа гладкої поверхні не завжди може бути точно наближена поліедрами, що збігаються до поверхні.
У графічному дизайні та декоративних мистецтвах рівнобедрені трикутники були частим елементом дизайну в культурах по всьому світу щонайменше з раннього неоліту до сучасності. Вони є поширеним елементом дизайну на прапорах та в геральдиці, з'являючись виразно з вертикальною основою, наприклад, на прапорі Гаяни, або з горизонтальною основою на прапорі Сент-Люсії, де вони формують стилізоване зображення гірського острова. Вони також використовувалися в дизайнах з релігійним або містичним значенням, наприклад, у Шрі Янтрі індуїстської медитативної практики.

## Історія та помилки
Задовго до того, як рівнобедрені трикутники були вивчені давньогрецькими математиками, практики стародавньої єгипетської та вавилонської математики знали, як обчислювати їхню площу. Завдання такого типу включені у Московський математичний папірус та Папірус Рінда.
Теорема про те, що кути при основі рівнобедреного трикутника є рівними, з'являється як Proposition I.5 у Евкліда. Цей результат отримав назву pons asinorum (міст осла) або теорема про рівнобедрений трикутник. Конкуруючі пояснення цієї назви включають теорію про те, що це тому, що діаграма, використана Евклідом у його демонстрації результату, нагадує міст, або тому, що це перший складний результат у Евкліда, який розділяє тих, хто може зрозуміти його геометрію, від тих, хто не може.
Добре відома хиба - фальшиве доведення твердження, що всі трикутники є рівнобедреними, вперше опубліковане В. В. Роуз Боллом у 1892 році, пізніше передруковане у посмертній книзі Льюїса Керрола Книга картинок Льюїса Керрола. Ця хиба коренується у відсутності у Евкліда визнання концепції проміжності та пов'язаної з цим двозначності понять всередині та зовні фігур.